# Marjana Lipovšek
Marjana Lipovšek (* 3. Dezember 1946 in Ljubljana) ist eine slowenische Konzert- und Opernsängerin der Stimmlage Mezzosopran und Schauspielerin.

## Leben
Marjana Lipovšek, Tochter des Komponisten Marijan Lipovšek (1910–1995), der von 1968 bis 1970 Rektor der Musikakademie Ljubljana (Akademija za glasbo v Ljubljani) war, belegte daselbst die Fächer Musikerziehung und Gesang. Nach dem Abschluss 1970 studierte sie bis 1977 an der Hochschule für Musik und darstellende Kunst in Graz Opern- und Konzertgesang, ab 1978 am Opernstudio in Wien. Ein Stipendium der Walter-Kaminski-Stiftung ermöglichte ihr 1980 auch die Teilnahme an einem Kurs in Stimmbildung bei Charlotte Kaminsky (1904–1989) und bei Erik Werba.
Ihre Karriere als Opernsängerin begann sie an der Wiener Staatsoper 1979, ab 1981 war sie auch an der Staatsoper Hamburg engagiert. Daneben trat sie in der Folge an vielen großen Opernhäusern auf, unter anderem in München, Berlin, Stuttgart, Frankfurt/M., Barcelona, Mailand, London, Chicago, New York, San Francisco.
Zu internationalen Festspielen wurde sie nach Berlin, Bregenz, Wien, Edinburgh, Florenz, Prag, Salzburg eingeladen.
Bei ihren Auftritten arbeitet sie mit bekannten Dirigenten wie Claudio Abbado, Colin Davis, Michael Gielen, Bernard Haitink, Nikolaus Harnoncourt, Lorin Maazel, Zubin Mehta, Seiji Ozawa, Helmuth Rilling, Wolfgang Sawallisch, Georg Solti und Horst Stein zusammen.
Sie hat auch in Filmen wie Jacob the Liar und The Grey Zone sowie in TV-Produktionen von Daphne, Die Frau ohne Schatten,  Die Walküre und Tristan und Isolde mitgewirkt.
Marjana Lipovsek ist mit dem Opernsänger Alfred Burgstaller verheiratet. Heute lebt sie in Wien und Salzburg und ist auch als Gesangslehrerin tätig.

## Repertoire (Auswahl)

### Oper
| Bartók: - Judith in Herzog Blaubarts Burg Berg: - Marie in Wozzeck - Gräfin Geschwitz in Lulu Berlioz: - Anna in Les Troyens Bizet: - Titelpartie in Carmen Borodin: - Kontschakowna in Fürst Igor Cerha: - Emilia und Ein junges Weib in Baal Enescu: - Sphinx und Jocaste in Oedipe Gluck: - Orfeo in Orfeo ed Euridice Engelbert Humperdinck: - Hexe in Hänsel und Gretel Monteverdi: - Octavia in L’incoronazione di Poppea Mozart: - Marcellina in Le nozze di Figaro - Dorabella in Così fan tutte - Dritte Dame in Die Zauberflöte Mussorgski: - Marina in Boris Godunow - Marfa in Chowanschtschina Penderecki: - Rosa Sacchi in Die schwarze Maske |  | Ponchielli: - La Cieca in La Gioconda Puccini: - Kate Pinkerton in Madama Butterfly - Die Fürstin in Suor Angelica - La Ciesca in Gianni Schicchi Saint-Saëns: - Dalila in Samson und Dalila Richard Strauss: - Klytämnestra und Aufseherin in Elektra - Octavian und Annina in Der Rosenkavalier - Adelaide in Arabella - Amme in Die Frau ohne Schatten - Gaea in Daphne Tschaikowski: - Gräfin in Pique Dame Verdi: - Ulrica in Ein Maskenball - Flora Bervoix in La traviata - Azucena in Il trovatore - Amneris in Aida - Emilia in Otello - Mrs. Quickly in Falstaff Wagner: - Mary in Der fliegende Holländer - Brangäne in Tristan und Isolde - Fricka, Erda und Flosshilde in Das Rheingold - Fricka in Die Walküre - Waltraute in Götterdämmerung - Kundry, Stimme von oben und Blumenmädchen in Parsifal |

Quelle für die Erweiterung des Rollenverzeichnisses:

### Konzert
- J. S. Bach: Johannespassion, Matthäuspassion, Weihnachtsoratorium und h-Moll-Messe
- Mahler: Das Lied von der Erde
- Martin: Die Weise von Liebe und Tod des Cornets Christoph Rilke
- Schönberg: Gurre-Lieder.
- Strawinsky: Oedipus Rex

### Lied
Bei ihren Liederabenden widmete sie sich vor allem Werken von Johannes Brahms, Gustav Mahler, Joseph Marx, Modest Mussorgski, Franz Schreker, Franz Schubert, Robert Schumann, Hugo Wolf und slowenischen Komponisten, so auch den Kompositionen ihres Vaters. Des Weiteren gilt sie als exzellente Interpretin der Wesendonck-Lieder von Richard Wagner.

## Auszeichnungen
- Prešeren-Preis 1988
- Bayerische Kammersängerin 1993
- Silbernes Ehrenzeichen der Freiheit der Republik Slowenien 1994
- Kammersängerin der Staatsoper in Wien 1996
- Goldmedaille Gustav Mahler 1996
- Goldenes Ehrenzeichen für Wissenschaft und Kunst der Republik Österreich 2001
- Ehrenmitglied der Slowenischen Philharmonie 2002
- Ehrenbürgerin von Ljubljana 2004
- Goldenes Ehrenzeichen für Verdienste um das Land Wien 2015

## Würdigungen
Das Haus Hofmannsthal in Wien präsentierte anlässlich des 70. Geburtstages der Sängerin eine umfassende Ausstellung zur Laufbahn der Sängerin. Weiters publizierten einige slowenische Medien Würdigungen anlässlich des runden Geburtstages.